# Oscar Fulloné
Oscar Fulloné de son nom complet Luis Oscar Fulloné Arce est un joueur puis entraîneur argentin de football né le 4 avril 1939 à La Plata et mort le 22 mai 2017 à Casablanca au Maroc. Il a entrainé plusieurs équipes africaines et européennes.

## Carrière

### Joueur
- 1961 - 1962 : Estudiantes LP
- 1962 - 1963 : Independiente Medellín
- 1963 - 1964 : Real Oviedo
- 1967 - 1969 : Aston Villa

### Sélectionneur
- 2001 - 2002 :  Burkina Faso

### Entraîneur
- Estudiantes LP
- Sogndal IL
- Millwall
- 1980 - 1981 : FC Sion
- 1994 - 1998 : ASEC Mimosas
- 1998 - 2000 : Raja Club Athletic
- 2000 : Al Masry
- 2001 : Al Ahly Tripoli
- 2002 - 2003 : Wydad AC
- 2003 - 2004 : Espérance de Tunis
- 2004 - 2005 : Mamelodi Sundowns
- 2005 - 2006 : Raja Club Athletic
- 2007 - 2007 : Maghreb de Fès
- 2007 - 2008 : Al Ittihad Alep
- Mars 2008 - Juin 2008 : Wydad AC
- Juin 2008 - janvier 2009 : USM Alger
- Décembre 2009 -Décembre 2010 : KAC de Kénitra

## Palmarès d'entraîneur
| Avec l'ASEC Mimosas : - Ligue des Champions de la CAF : 1998 - Coupe de Côte d'Ivoire : 1995, 1997 - Championnat de Côte d'Ivoire : 1997, 1998 Avec le Raja CA : - Ligue des Champions de la CAF : 1999 - Coupe afro-asiatique : 1999 - Supercoupe d'Afrique : 2000 - Ligue des Champions arabes : 2006 - Championnat du Maroc : 1999 , 2000 | Avec l'Al Ahly Tripoli : - Championnat de Libye : 2000 - Coupe de Libye : 2000 - Super Coupe de Libye : 2000 Avec le Wydad AC : - Coupe du Trône du Maroc : 2002 - Coupe d'Afrique des vainqueurs de coupes : 2002 - Finaliste de la Ligue des Champions arabes : 2008 Avec l'Espérance de Tunis : - Championnat de Tunisie : 2004 |

Avec Kenitra athletic club: 
Demi final coupe du throne 2010.